# Sonia Lacen
Sonia Lacen, née le 3 novembre 1983 à Miramas, Bouches-du-Rhône, est une chanteuse, parolière et actrice française.

## Biographie
Sonia Lacen est née à Miramas d'un père marocain et d'une mère algérienne. Dès douze ans, elle prend des cours de chant lyrique et de piano. En parallèle, elle multiplie les auditions. Trois ans plus tard, à la suite d'un casting à Paris, Philippe Bergman devient son manager. Il lui permet ainsi de signer chez Mercury. Quelques mois plus tard, elle enregistre son premier single, Au fond de toi.
Elle se voit proposer le rôle de Yasmina dans la comédie musicale Les Mille et Une Vies d'Ali Baba et interprète le titre Tu me manques depuis longtemps en duo avec Sébastien Lorca. Enregistré avec l'Orchestre symphonique de Bulgarie, l'album Les Mille et Une Vies d'Ali Baba est extrait en 2000 et se classe no 14 en France et no 29 en Belgique. Un DVD est également édité.
Johnny Hallyday, dans le cadre de son Tour 2000, la choisit pour chanter avec lui Vivre pour le meilleur, durant une dizaine de représentations, notamment le 10 juin 2000 au Champ-de-Mars au pied de la tour Eiffel devant plus de 500 000 spectateurs (le duo est présent sur le DVD et l'album live 100 % Johnny : Live à la tour Eiffel) et le 15 juin devant 70 000 spectateurs au parc de Sceaux.
La première de Les Mille et Une Vies d'Ali Baba, produite par Jean-Claude et Annette Camus, a lieu le 15 septembre 2000 au Zénith de Toulon. Du 23 septembre au 29 octobre, la comédie musicale monte au Zénith de Paris, avant une tournée en province, en Suisse et en Belgique puis un retour à Paris. Il en sort trois singles. Le duo avec Sébastien Lorca Tu me manques depuis longtemps se classe no 5 en France et no 10 en Belgique. Le duo — accompagné de Steeve De Paz — chantent le deuxième extrait À quoi bon qui atteint la 19e place du classement français et la 8e place du classement belge. Ainsi va la vie est le dernier single qui se classe no 93 en France et no 3 (tip) en Belgique.
Le relatif échec de la comédie musicale lui permet néanmoins d’accéder à une certaine notoriété et de chanter ainsi avec de grandes vedettes, comme avec Michel Sardou sur Une fille aux yeux clairs lors d’une émission sur TF1[source secondaire souhaitée].
En 2000, elle joue avec Sébastien Lorca un couple dans la série Un gars, une fille sur France 2 (épisode Un gars, une fille font du jogging). En fin d'année 2000, elle est choisie par Pascal Obispo et Line Renaud pour chanter au profit de la recherche contre le sida Noël ensemble avec d’autres artistes et l’Ave Maria aux côtés de Nourith et de Cécilia Cara.
En 2001, elle enregistre la bande originale du film Vercingétorix, intitulée Le Rêve d'un homme qui est le générique de fin du film. Elle fait en même temps un deuxième titre pour le film, Reste près de moi. Son premier album Initial, alors en pleine préparation, doit sortir courant de l’été 2001. Il est ensuite repoussé à 2003. En 2002, Sonia Lacen est la marraine du festival de la chanson française, organisé par l’association Planète Bleue.
En 2004, elle interprète au cinéma le rôle d’Agathe dans Alive avec notamment Richard Anconina, Maxim Nucci, Ginie Line et Christophe Willem. Parallèlement, elle participe au single Agir Réagir afin de soutenir les victimes d’un tremblement de terre au Maroc. Avec Antoine Essertier et François Welgryn, ils écrivent en 2005 le titre Devenir femme sur l'album La Fille qui chante de la chanteuse québécoise Marilou Bourdon.
En février 2006, l’album Initial est enfin disponible sous le label Mercury Records, mais avec une nouvelle pochette et de nouvelles chansons (seulement quelques-unes de l’ancienne édition y figurent). Cependant l’album n’a aucune promo et outre sur Internet il est assez difficile de se le procurer[source secondaire souhaitée].
Après un album qui s'écoule difficilement, Sonia Lacen part aux États-Unis pour continuer à travailler. À son retour, elle signe avec Begemusic et présente en novembre 2007 quelques titres de son nouvel album. Des chansons dont elle est l'auteur, qui ne sont disponibles que sur les plateformes de téléchargement légales depuis 2009. L'album Ilyana est réalisé par Gil Valenza. En 2010, Sonia Lacen rejoint le groupe Jamjana avec lequel elle enregistre une reprise du titre d'Alanis Morissette You Oughta Know et part en concert,.
En 2012, Sonia Lacen fait partie des candidats de la première saison de The Voice, la plus belle voix. Son interprétation de Total Eclipse of the Heart de Bonnie Tyler aux auditions fait se retourner les quatre juges, elle choisit d'être coachée par Jenifer. Lors du 9e épisode, appelé 3e prime, elle est éliminée juste avant les quarts de finale.
Le 25 août 2012, la jeune femme se marie à Saint-Rémy-de-Provence. Elle épouse un sapeur-pompier de la principauté de Monaco qui partage sa vie depuis 2004,.
En septembre 2012, Sonia Lacen fait partie du spectacle de Florence Foresti à Bercy : Foresti Party. Le 27 décembre 2012, elle accompagne Florence Foresti dans l'émission C à vous sur France 5 et y interprète sa prochaine chanson Combien de jours. Elle pose sa voix en 2013 sur un duo avec Natasha St-Pier intitulé Mes armes ainsi que sur un trio avec Natasha St-Pier et Elisa Tovati intitulé Rappelle-toi sur l'album Thérèse, vivre d'amour. Elle se produit à certaines dates de la tournée Thérèse vivre d'amour de Natasha St-Pier[source secondaire souhaitée].
Entre septembre 2013 et juin 2014, elle contribue à l'émission télévisée Les Chansons d'abord présentée par Natasha St-Pier sur France 3. Elle fait partie des interprètes mettant à l’honneur la chanson française. En septembre 2014, elle participe au single inédit Kiss & Love au profit du Sidaction,. Deux mois plus tard, elle dévoile un clip. Il s'agit de la reprise de la chanson All I Want for Christmas Is You de Mariah Carey. À cette occasion, le public apprend qu'un nouvel album est prévu en février 2015. Toujours en novembre 2014, la galette A Musical Affair d'Il Divo est éditée. Plusieurs artistes se joignent au quatuor, dont Sonia Lacen mais aussi Hélène Ségara, Florent Pagny, Natasha St-Pier, Anggun et Vincent Niclo. 
Sonia Lacen voit la promesse d'un nouvel album Vol SL01,, 
En juillet 2019,elle rentre en France pour donner naissance à son premier enfant Aiden et s’installe avec son conjoint en Irlande. En novembre 2020, Sonia donne la vie à son deuxième enfant, Lia. En janvier 2022, Sonia Lacen rejoint la compagnie BioPharmaceutical Pfizer et donne naissance à son troisième enfant, Kian, né en avril 2022.
Le titre Je serai là est gravé en 2016 sur la compilation 100 Hits Summer 2016 de Sony Music. La même année, elle sort deux singles : Je serai là et ensuite Bang Bang, tous deux chez Smart, Sony Music.

## Discographie

### Singles
- Au fond de toi
- Tu me manques depuis longtemps, extrait de la comédie musicale Les Mille et Une Vies d'Ali Baba
- À quoi bon, extrait de la comédie musicale Les Mille et Une Vies d'Ali Baba
- Le rêve d'un homme et Reste près de moi extraits de la bande originale du film Vercingétorix
- Ainsi va la vie, extrait de la comédie musicale Les Mille et Une Vies d'Ali Baba
- Il me fait rêver
- Comment le dire
- Malgré tout (titre repris plus tard par Chimène Badi)
- All I Want for Christmas Is You (Reprise de Mariah Carey)
- Je serai là (Reprise de Teri Moïse)
- Bang Bang (Reprise de la version de Sheila)

### Classements
| Titre                          | Année | Meilleure position | Meilleure position | Album                            |
| Titre                          | Année | [ 37 ]             | (Fr)               | Album                            |
| ------------------------------ | ----- | ------------------ | ------------------ | -------------------------------- |
| Au fond de toi                 | 1998  | 84                 | –                  |                                  |
| Tu me manques depuis longtemps | 2000  | 10                 | 5                  | Les mille et une vies d'Ali Baba |
| À quoi bon                     | 2000  | 19                 | 8                  | Les mille et une vies d'Ali Baba |
| Le rêve d'un homme             | 2001  | 37                 | 7                  | Initial                          |
| Ainsi va la vie                | 2001  | 93                 | 3 (tip)            | Les mille et une vies d'Ali Baba |
| Total Eclipse of the Heart     | 2012  | 43                 | –                  |                                  |
| Beautiful                      | 2012  | 120                | –                  |                                  |
| Russian Roulette               | 2012  | 182                | –                  |                                  |